# Korimate
Korimate (àrab كريمات) és una comuna rural de la província d'Essaouira de la regió de Marràqueix-Safi. Segons el cens de 2014 tenia una població total de 9.897 persones.